# Wohnungsgenossenschaft Kleefeld-Buchholz

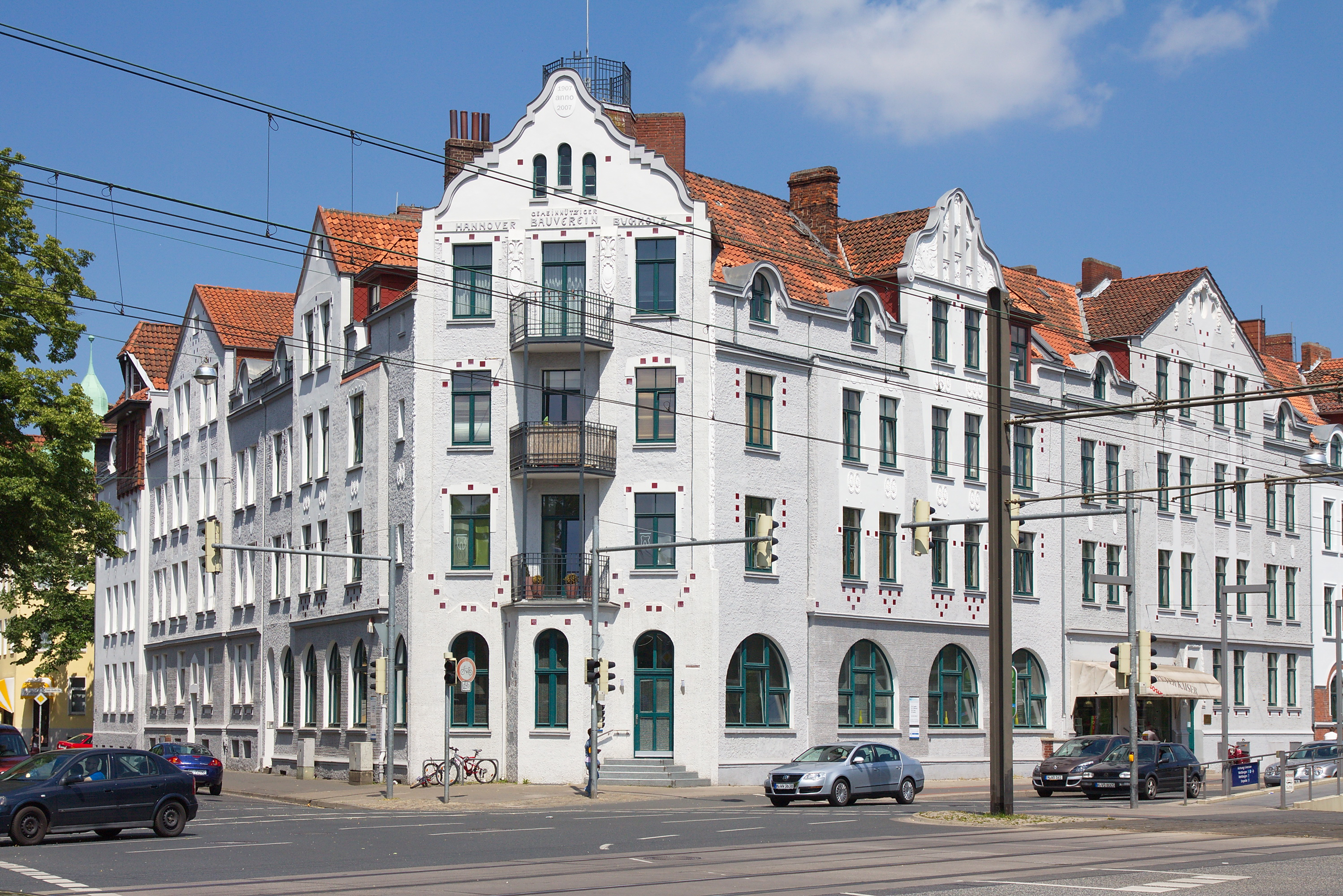
Spannhagenstraße / Podbielskistraße

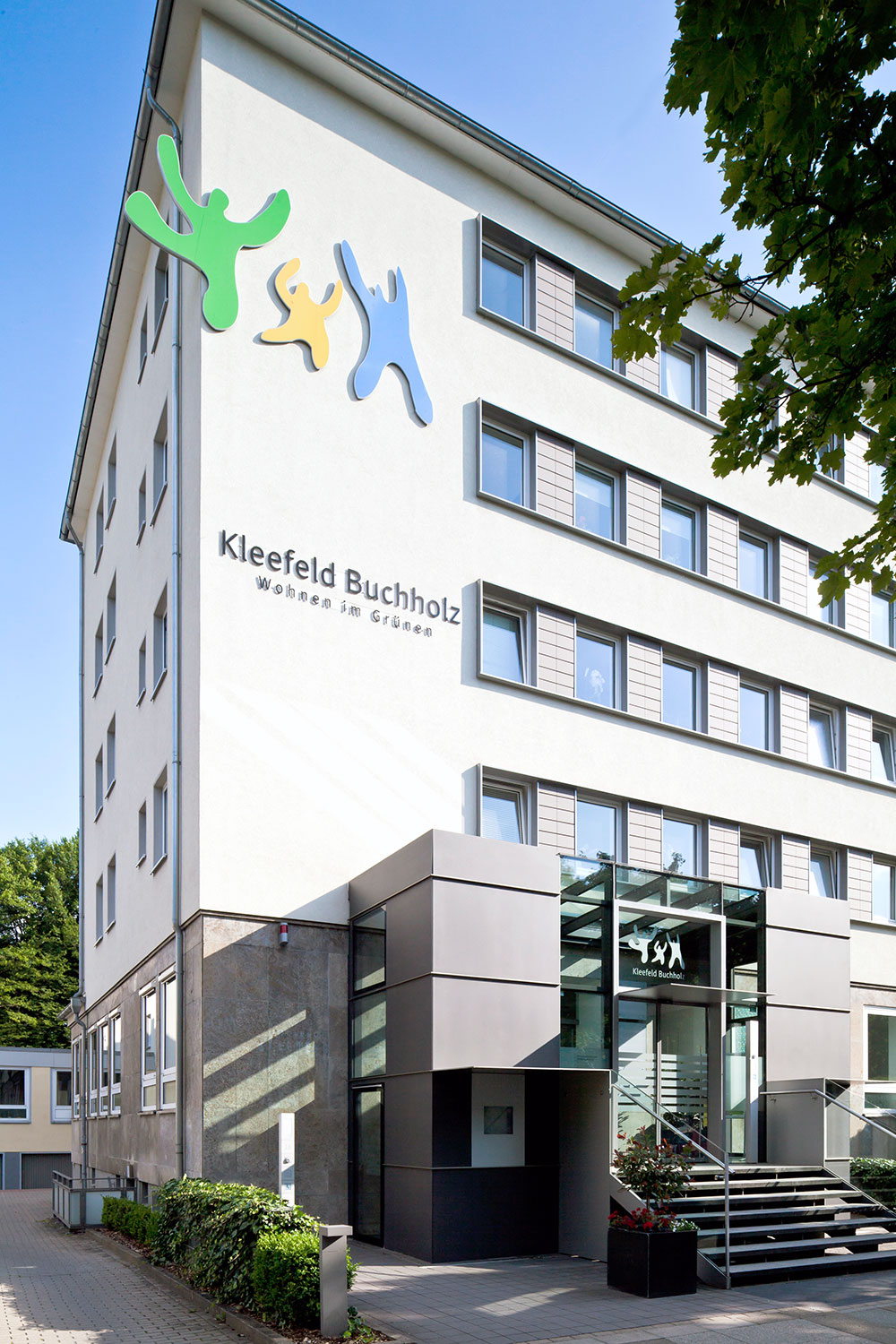
Verwaltungsgebäude Berckhusenstraße 16

Die Wohnungsgenossenschaft Kleefeld-Buchholz eG wurde 1894 gegründet und ist mit 7499 Mitgliedern eine der größten Wohnungsgenossenschaften in Hannover. In ihrem Bestand befinden sich in 529 Häusern insgesamt 4475 Wohnungen, 62 Gewerbeeinheiten und 769 Garagen. Die Mehrzahl der Wohnungen der Genossenschaft findet sich im Osten Hannovers im Stadtbezirk Buchholz-Kleefeld. Im Jahr 2016 hat die Genossenschaft den Beschluss gefasst, ihren Investitionsradius auf das Umland der Region Hannover auszuweiten. Seit 2018 gehören auch neu gebaute Objekte in der Stadt Laatzen und seit 2021 im Vitalquartier an der Seelhorst zum Bestand der Genossenschaft.

## Geschichte
Ende des 19. Jahrhunderts entwickelte sich Hannover unter Stadtdirektor Heinrich Tramm zu einer Großstadt. Dadurch wurde Wohnraum immer knapper und soziale Probleme verschärften sich.
Dieser Notstand bewog den Kleefelder Schuhmacher Heinrich Schaper dazu, per Plakat für den 18. März 1894 eine „Öffentliche Volksversammlung“ einzuberufen. Die Kleefelder Baugenossenschaft eGmbH wurde gegründet, nahm ihre Arbeit unter dem Vorsitz von Heinrich Schaper auf und zählte bald mehr als 330 Mitglieder. Ihr Ziel war es, die „Mitglieder wohnungsmäßig besser zu stellen, sie von profitgierigen Vermietern unabhängig zu machen und ihnen Sicherheit vor Ausbeutertum zu geben“.
Dies wollten auch die Arbeiter und Handwerker erreichen, die im Jahr 1905 den Gemeinnützigen Bau- und Sparverein Hannover-Buchholz eGmbH ins Leben riefen. Sie hatten zudem den Wunsch, sich in der Nähe ihrer an den Stadtrand verlagerten Betriebe anzusiedeln.
Etwas mehr als eineinhalb Jahre nach der Gründung der Kleefelder Baugenossenschaft konnten die ersten Mieter in neun neue Wohnungen an der Tieckstraße 13 einziehen. Bis zum Jahr 1914 folgten 27 weitere Häuser mit insgesamt 222 Wohnungen, drei Läden und einem Postraum. In Buchholz bestanden in dieser Zeit schon 31 Häuser mit 229 Wohnungen, einer Bäckerei, einer Schlachterei, einer Gastwirtschaft und einer Verkaufsstelle.
Nach dem Ende des Ersten Weltkriegs erlebten beide Wohnungsgenossenschaften einen Aufschwung. Dieser wurde erst durch die Wirtschaftskrise der 1930er Jahre gestoppt. Die bis dahin so rege Bautätigkeit kam vollständig zum Erliegen. Erst ab 1935 und bis zum Ausbruch des Zweiten Weltkriegs entstanden in Kleefeld und Buchholz wieder insgesamt 120 Häuser. 1943 verschmolz die Kleefelder Baugenossenschaft eGmbH, die zuvor bereits die Siedlungskameradschaft Deutsche Arbeit und die Heimstätten Bau- und Spargenossenschaft übernommen hatte, mit dem Gemeinnützigen Bau- und Sparverein Hannover-Buchholz eGmbH – die Wohnungsgenossenschaft Kleefeld-Buchholz eG entstand.
Die Wohnungsgenossenschaft Kleefeld-Buchholz eG hat 2022 eine Nachhaltigkeitsstrategie basierend auf dem ESG-Modell entwickelt (Umwelt, Soziales und Unternehmensführung).

## Wohnungs- und Gebäudebestand
Der Wohnungsbestand der Genossenschaft verteilt sich im Wesentlichen auf Stadtteile im Osten Hannovers. Außerdem befinden sich zwei Stadthäuser in Laatzen, einer Stadt südlich vor den Toren Hannovers:
- Kleefeld: 2.445 Wohnungen
- Groß-Buchholz: 1.011 Wohnungen
- Heideviertel / Misburg: 929 Wohnungen
- Seelhorst: 44 Wohnungen
- Laatzen: 46 Wohnungen

Seit 2006 wurde der Wohnungsbestand der Kleefeld-Buchholz Schritt für Schritt durch Balkonanbauten, Wärmedämmung sowie Fassadenanstriche modernisiert und saniert. Zusätzlich errichtete die Genossenschaft ab dem Jahr 2010 neue Mehrfamilienhäuser. Alle geplanten Neubauprojekte der Wohnungsgenossenschaft Kleefeld-Buchholz eG sind abgeschlossen.

## Mitgliederzeitung
Seit 2006 gibt die Genossenschaft halbjährlich die Mitgliederzeitung "Blickpunkt. das Magazin für Mitglieder der Wohnungsgenossenschaft Kleefeld-Buchholz eG" heraus, zeitweilig unter dem Nebentitel "Kleefeld Buchholz Wohnen im Grünen".